# 美式三明治

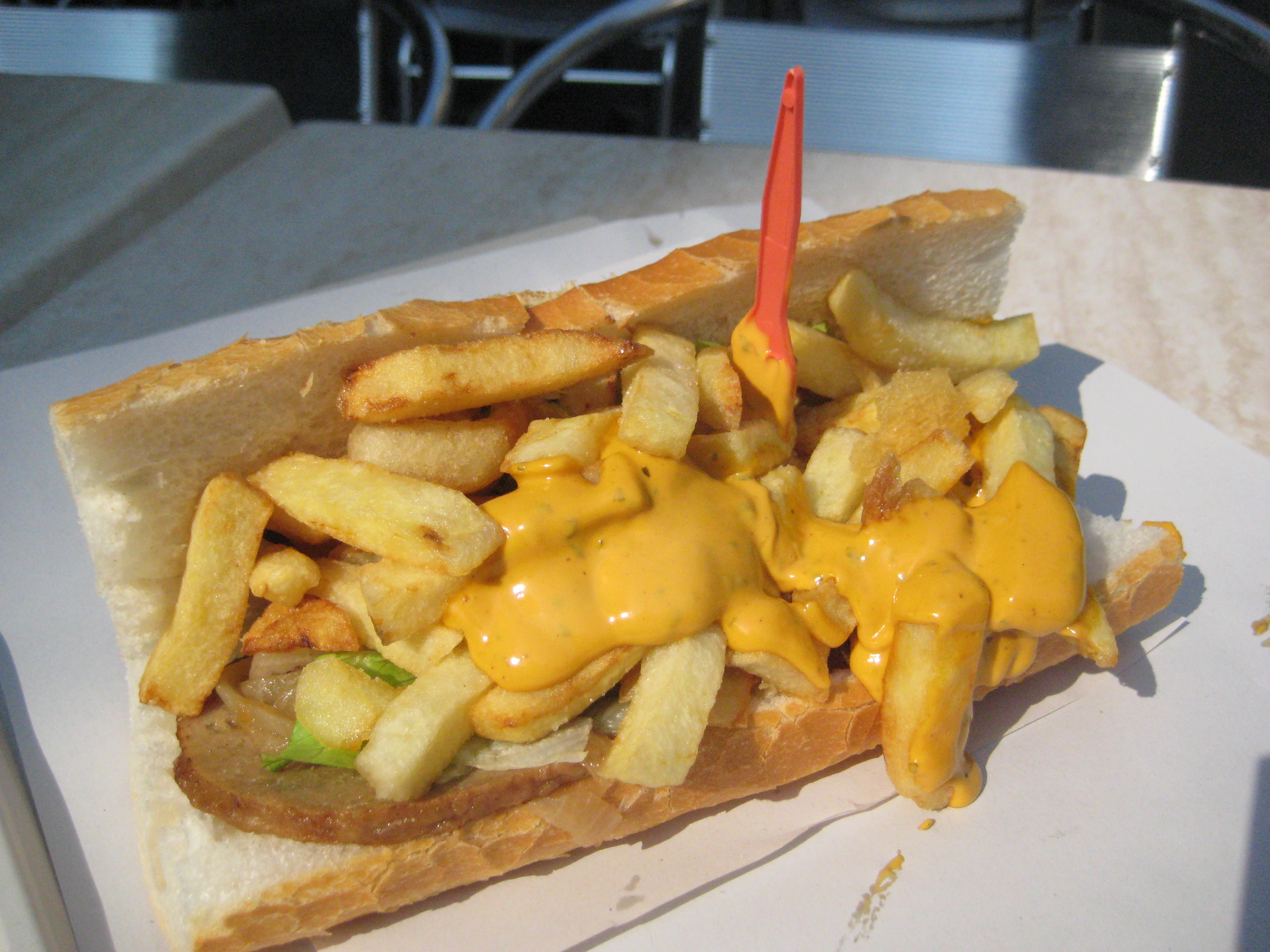
薯条堡的外观与美式三明治相似。

美式三明治是一种将肉（汉堡肉、 梅格兹香肠 、 肉末香肠等）和薯条直接放在面包中的三明治。有些地区也加入热山羊奶酪。

## 地区差异

### 位于法国大陆的美式三明治
在法国北部，由于原料（汉堡肉、肉末香肠等）相同，薯条堡也被称为美式三明治。
如今，这种三明治在法国随处可见。小吃店和土耳其烤肉店都售卖这种美式三明治的变化版本，更确切地说，是比利时薯条堡和美式三明治的集合体。它通常被简称为“美式”，由一种特殊的饼（皮塔饼）、肉末、任选菜品（绿叶菜、西红柿和洋葱）及薯条组成，在这种快餐店中也很受欢迎。除此之外，这种三明治也有其它变化版本，但只有肉不同。在三明治以肉命名的情况下，它们的名字也不同：肉丸三明治 、肉排三明治等。

#### 其他变化版本
在某些地方，尤其是在布列塔尼，美式三明治是由半个法棍制成的三明治，通常夹有绿叶菜、西红柿、鸡蛋、黄油或蛋黄酱，再配以火腿、鸡肉或金枪鱼。但原料也可能会有所不同，例如在美式火腿三明治中特别添加埃曼塔尔奶酪片。

### 留尼汪岛上的美式三明治

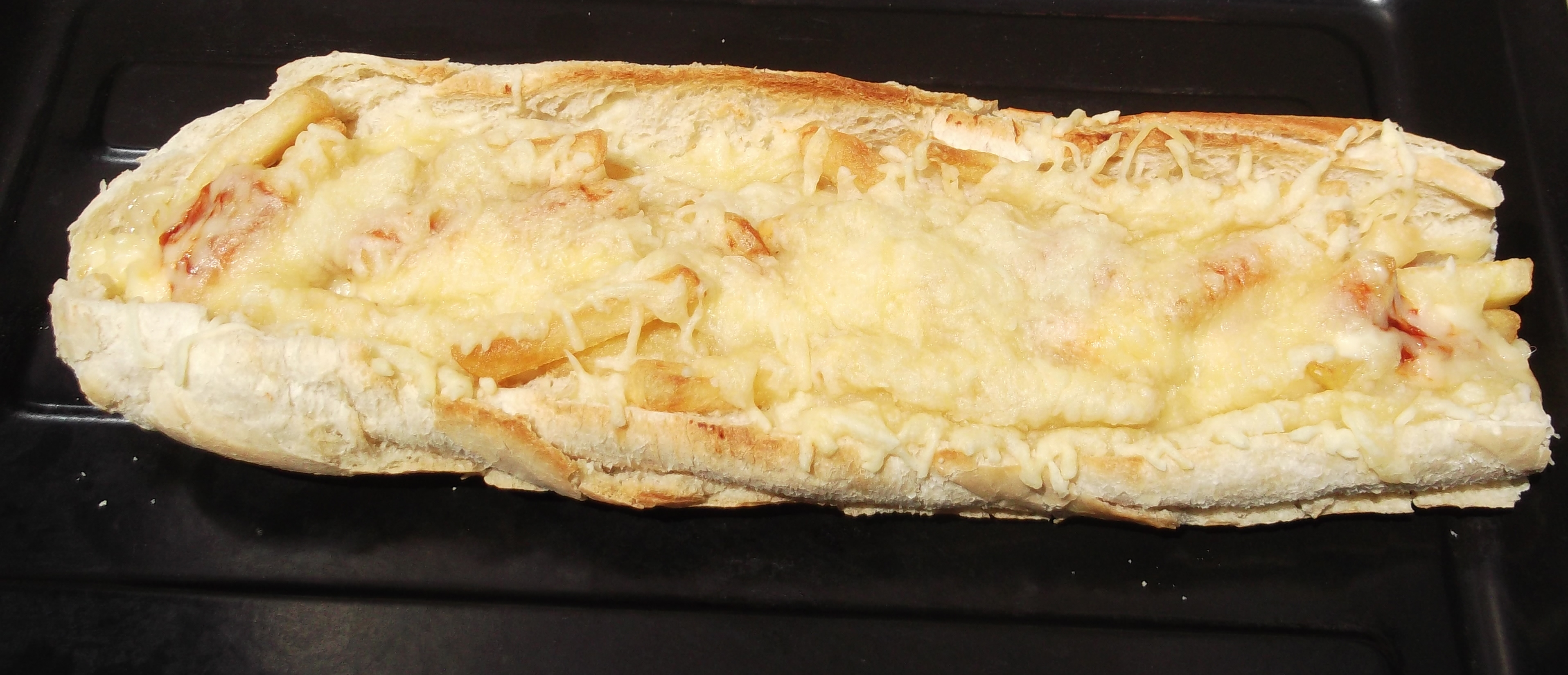
留尼汪岛版本的美式三明治。

留尼汪岛的美式三明治由一块法棍涂上任选调味品制成。最初是夹入火腿和薯条，并撒上磨碎的奶酪。这种三明治通常需要略微烤制。
这种三明治有几个当地特色版本。留尼汪烧麦、梅洛兹香肠、热狗香肠或留尼汪叉烧肉可能会代替三明治中的火腿，或在火腿的基础上添加。这些版本分别被称为美式烧麦三明治、美式梅洛兹三明治、美式热狗三明治及美式叉烧肉三明治。

### 比利时薯条堡
薯条堡是比利时一种很受欢迎的小吃，在薯条店和小吃店中很常见。它由半个法棍制成，其中包含熟肉、薯条和酱汁，可以热吃或冷吃。薯条堡在列日地区也被称为“公路餐点”，在中部地区被称为“特别面包”、“薯条面包”或“迷你面包”。